# Nicodemia
Nicodemia é um género botânico pertencente à família Scrophulariaceae.
1. ↑  «Nicodemia — World Flora Online». www.worldfloraonline.org. Consultado em 19 de agosto de 2020